# Oğuzhan Özyakup
Oğuzhan Özyakup, född 23 september 1992, är en turkisk fotbollsspelare som spelar för Feyenoord på lån från Beşiktaş i Süper Lig. 

## Klubbkarriär
Özyakup spelade i AZ Alkmaars juniorlag innan han den 1 september 2008 värvades av Arsenal. Han debuterade i A-laget den 20 september 2011 i Ligacupen mot Shrewsbury Town.
I juni 2012 värvades Özyakup av Beşiktaş.

## Landslagskarriär
Özyakup var med i Nederländernas trupp som nådde finalen i U17-EM 2009. Som 19-åring valde han att byta till det turkiska landslaget. Özyakup gjorde sitt första mål för Turkiets seniorlandslag den 6 september 2015 mot just Nederländerna.